# Gnoma malasiaca
Gnoma malasiaca är en skalbaggsart som beskrevs av Stefan von Breuning 1983. Gnoma malasiaca ingår i släktet Gnoma och familjen långhorningar. Inga underarter finns listade i Catalogue of Life.